# Materense Oppidum
Materense Oppidum fou una de les trenta ciutats lliures (oppida libera) de Zeugitana. Modernament es va dir Matter. A la costa propera hi havia una badia anomenada Sisara Palus.